# Zhongguo Huizu guji congshu
Zhongguo Huizu guji congshu (中國回族古籍叢書 / 中国回族古籍丛书,  Zhōngguó Huízú gǔjí cóngshū)  ist eine chinesische Buchreihe (congshu), in der wichtige ältere Werke zur Geschichte und Kultur der muslimischen Hui-Chinesen veröffentlicht sind. Die Bände erschienen von 1986 bis 2002 in den Verlagen Ningxia renmin chubanshe (Yinchuan) und Tianjin guji chubanshe 天津古籍出版社 (Tianjin). Die Buchreihe erschien in moderner Interpunktion und teilweise kommentiert und in Baihua-Übersetzung.
Darin enthaltene Werke sind beispielsweise das Reisetagebuch über seine Pilgerfahrt (Haddsch) mit dem Titel Chaojin tuji 朝觐途记 von Ma Dexin (1794–1874) oder die beiden Militärgeschichtswerke Lanzhou jilüe 兰州纪略 (über den muslimischen Aufstand von Su Sishisan 苏四十三 („Su Dreiundvierzig“) in Gansu 1781) und Shifengbao jilüe 石峰堡纪略 (über den muslimischen Aufstand von Tian Wu 田五 in Gansu 1784).

## Titelübersicht
- Xuanyi xiangjie weigaye 选译详解伟嘎业
- Zhengjiao zhenquan Qingzhen daxue Xizhen zhengda 正教真诠•清真大学•希真正答
- Qinding Shifengbao jilüe 钦定石峰堡纪略
- Ding Henian shi ji zhu 丁鹤年诗辑注
- Nanhai ganjiao Pushi jiapu 南海甘蕉蒲氏家谱
- Qinding Lanzhou jilüe 钦定兰州纪略
- Chaojin tuji 朝觐途记
- Qingzhen zhinan 清真指南
- Qingshilu Musilin ziliao jilu 清实录穆斯林资料辑录
- Tianfang dahua lishi 天方大化历史
- Weigaye jiaofa jingjie Yisilanjiao fa gailun 伟嘎耶教法经解伊斯兰教法概论
- Zhongguo Huizu jinshilu 中国回族金石录
- Qingzhen shiyi 清真释疑